# Centrale nucléaire de Paluel
La centrale nucléaire de Paluel est  une centrale nucléaire française exploitée par EDF, et située sur le territoire de la commune de Paluel en Seine-Maritime.
Elle comprend quatre réacteurs nucléaires opérationnels de 1 330 MW pour un total de 5 320 MWe.

## Caractéristiques du site
La centrale est située sur le territoire de la commune de Paluel en Seine-Maritime, à 40 km de Dieppe, 65 km de Rouen et 70 km du Havre, sur la côte de la Manche en Normandie. Elle est à proximité de la centrale nucléaire de Penly.

## Caractéristiques des réacteurs
La centrale nucléaire de Paluel a été construite entre 1977 et 1986. Elle est exploitée par EDF. La centrale, qui utilise l'eau de mer (Manche) pour son système de refroidissement, dispose de quatre réacteurs nucléaires de 1 330 MW chacun. Les quatre réacteurs de Paluel ont été construits par Framatome de 1977 à 1986. Ils font partie du palier P4, comme les deux premiers réacteurs de la centrale nucléaire de Flamanville et les deux réacteurs de la centrale nucléaire de Saint-Alban. Depuis leur mise en service, ils sont exploités par EDF. Les caractéristiques des réacteurs sont les suivantes :
| Nom du réacteur | Puissance   | Puissance   | Puissance        | Début construction | 1re divergence | Raccordement au réseau | Mise en service commerciale |
| Nom du réacteur | Nette [MWe] | Brute [MWe] | Thermique [MWth] | Début construction | 1re divergence | Raccordement au réseau | Mise en service commerciale |
| --------------- | ----------- | ----------- | ---------------- | ------------------ | -------------- | ---------------------- | --------------------------- |
| Paluel-1        | 1 330       | 1 382       | 3 817            | 15 août 1977       | 13 mai 1984    | 22 juin 1984           | 1er décembre 1985           |
| Paluel-2        | 1 330       | 1 382       | 3 817            | 1er janvier 1978   | 11 août 1984   | 14 septembre 1984      | 1er décembre 1985           |
| Paluel-3        | 1 330       | 1 382       | 3 817            | 1er février 1979   | 7 août 1985    | 30 septembre 1985      | 1er février 1986            |
| Paluel-4        | 1 330       | 1 382       | 3 817            | 1er février 1980   | 29 mars 1986   | 11 avril 1986          | 1er juin 1986               |

### Combustible
Initialement, les réacteurs du palier P4/P'4 ne sont pas qualifiés pour utiliser du combustible MOX, les quatre réacteurs de la centrale de Paluel fonctionnent donc à l'uranium enrichi. Fin 2021, EDF instruit une demande auprès de l'ASN (avec avis de l'IRSN) afin d'expérimenter l'utilisation de combustible recyclé MOX dans le réacteur no 4 de Paluel. En effet, la Programmation Pluriannuelle de l'Energie (PPE) 2019-2028 fixe la fermeture de 12 réacteurs de 900 MWe et maintient l'utilisation de MOX jusqu'à l'horizon 2040, or en 2022 seuls certains réacteurs de 900 MWe sont habilités à utiliser ce combustible. EDF envisage de « moxer » certains réacteur de 1 300 MWe afin de tenir ces objectifs. En février 2025, EDF est autorisée à utiliser, à titre expérimental, quatre assemblages de combustible MOX dans le réacteur no 4 de la centrale nucléaire de Paluel,.

## Production et maintenance
En 2018, les quatre unités de production de la centrale nucléaire de Paluel ont produit 31,98 milliards de kilowattheures, soit environ 8 % de la production nucléaire française. Plus de 1 400 salariés d'EDF travaillent à la centrale de Paluel, ainsi que 750 salariés permanents d'entreprises prestataires.
Comme pour les 58 autres réacteurs nucléaires français de deuxième génération, les réacteurs de Paluel étaient conçus pour une durée d’exploitation d'au moins 40 ans. Pour atteindre voire dépasser cette durée de fonctionnement, une réévaluation et un réexamen de sûreté ont lieu tous les dix ans lors des visites décennales. En fonction de l'évolution de la réglementation, des progrès technologiques et du retour d'expérience de l'ensemble des installations nucléaires dans le monde, des modifications sont nécessaires, et sont effectuées pour respecter le niveau de sûreté requis. Une fois terminées, l'Autorité de sûreté nucléaire (ASN) peut autoriser une poursuite de l'exploitation pour dix années supplémentaires.
|          | 1re visite décennale | 2e visite décennale              | 3e visite décennale                 |
| -------- | -------------------- | -------------------------------- | ----------------------------------- |
| Paluel-1 | 1996                 | 6 mai 2006 au 15 août 2006       | 7 avril 2016 au 19 novembre 2016    |
| Paluel-2 | 1995                 | 30 avril 2005 au 14 août 2005    | 16 mai 2015 au 24 septembre 2018    |
| Paluel-3 | 1997                 | 24 mars 2007 au 18 octobre 2007  | 11 février 2017 au 22 novembre 2017 |
| Paluel-4 | 1998                 | 30 août 2008 au 12 décembre 2008 | 5 janvier 2019 au 14 novembre 2019  |

## Sûreté des installations
La centrale nucléaire de Paluel dispose d’une équipe chargée de la sûreté, qui compte 18 auditeurs et ingénieurs qui s’assurent du respect de l’ensemble des règles de sûreté encadrant l’exploitation de la centrale[réf. nécessaire].

### Contrôle par l’Autorité de sûreté nucléaire
Comme toutes les centrales nucléaires d’EDF, la centrale de Paluel est soumise aux contrôles de l’Autorité de sûreté nucléaire (ASN). Cette entité indépendante assure, au nom de l’État, le contrôle de la sûreté nucléaire et de la radioprotection. Cette surveillance peut prendre la forme d’inspections programmées ou d’inspections inopinées. En 2018, 30 inspections ont été réalisées par l’ASN, dont 12 inopinées.

En plus des éléments recueillis lors de ses inspections, l’ASN dispose de données fournies par l’exploitant, conformément à la procédure réglementaire de déclaration des événements significatifs. EDF est en effet tenu de déclarer à l’ASN tout événement significatif qui surviendrait au sein de ses installations nucléaires. Le rôle de l’ASN est alors de vérifier que les problèmes ont été analysés de manière pertinente  et que les mesures ont été prises pour corriger la situation et éviter que l’événement ne se reproduise. Tous les événements ayant trait à l’exploitation, survenus à la centrale nucléaire de Paluel, déclarés à l’ASN et rendus publics, sont classés selon une échelle de gravité internationale dite « échelle INES » (International nuclear event scale).

### Évaluation complémentaire de sûreté
Au lendemain de l’accident survenu à Fukushima, en mars 2011, les centrales nucléaires françaises ont fait l’objet d’évaluations complémentaires de sûreté afin d’examiner la robustesse des installations face à des situations extrêmes. Les résultats apportés à l’ASN l’ont conduit à juger le niveau de sûreté des installations satisfaisant. Le régulateur a également demandé qu’un certain nombre d’améliorations soient apportées pour faire face aux situations les plus improbables. Pour cela EDF a défini un plan d'action, qui prévoit notamment :
- la mise en place de la Force d’action rapide du nucléaire (FARN) capable d'intervenir, en cas d’urgence, sur n’importe quel site nucléaire en France et en simultané sur l’ensemble des réacteurs d’un même site. Les quatre bases installées à Civaux, Dampierre, Paluel et Bugey sont pleinement opérationnelles[22].
- l’installation d'un moteur Diesel d’ultime secours (DUS) sur l'ensemble des réacteurs (hors Fessenheim). Le principe est de disposer d'une alimentation électrique supplémentaire en cas de défaillance des deux alimentations externes et des deux alimentations internes déjà existantes[23].

### Protection des intervenants

#### Radioprotection
La réglementation française impose une limite d’exposition annuelle à ne pas dépasser pour les travailleurs intervenant en zone nucléaire. Elle s’élève à 20 mSv sur 12 mois glissants. En 2017, à la centrale nucléaire de Paluel, sur les sept derniers mois de l’année, aucun intervenant n’a dépassé la dose de 14 mSv sur 12 mois glissants.
Les niveaux d’exposition, enregistrés par les outils de mesures dont sont obligatoirement équipés tous les intervenants sont régulièrement transmis à l’Institut de radioprotection et de sûreté nucléaire (IRSN), organisme indépendant chargée de la surveillance des travailleurs exposés aux rayonnements ionisants[réf. souhaitée].

#### Sécurité
Le programme industriel visant à prolonger la durée de vie des centrales entraîne un nombre plus important d’interventions techniques sur les installations. Dans ce contexte, EDF accompagne ses équipes via un dispositif renforcé de formation et de sensibilisation aux risques spécifiques liés aux interventions[réf. nécessaire].

## Surveillance de l’environnement
Le  programme de surveillance de l’environnement est établi conformément à la réglementation. Ce programme fixe la nature, la fréquence, la localisation des différents prélèvements réalisés, ainsi que la nature des analyses à effectuer. Sa stricte application fait l’objet de visites et inspections programmées ou inopinées de la part de l’ASN qui réalise des expertises indépendantes.
Ce dispositif est complété par des études annuelles radio-écologique et hydro-biologique d’impact sur les écosystèmes. Elles sont confiées par EDF à des laboratoires externes qualifiés (IRSN, IRSTEA, Ifremer, Onema, laboratoires universitaires et privés, etc.). Tous les dix ans, une étude radio-écologique plus poussée est réalisée. La grande variété d’analyses, effectuées lors de ces études, permet de connaître plus finement l’impact des installations sur l’environnement, et constitue un témoin objectif de la qualité d’exploitation des centrales.

### Contrôle des rejets
Un texte réglementaire spécifique fixe la nature, la fréquence et le type de contrôles pour chaque paramètre (flux ou débit, concentration, activité, température, etc.) de chaque centrale, tant au niveau des prélèvements d’eau que des rejets d’effluents radioactifs, chimiques et thermiques.
À Paluel, 20 000 prélèvements sont réalisés chaque année pour contrôler les rejets (rejets liquides, effluents et température) et leur impact sur l’environnement. Ces mesures montrent des résultats en dessous des seuils règlementaires.

## Protection et information de la population

### Information du public
La centrale nucléaire de Paluel informe la population de son fonctionnement et de son actualité. Elle dispose d'un espace découverte ouvert à tous. Des visiteurs (scolaires ou grand public) sont accueillis tout au long de l’année pour des conférences et des visites des installations. En 2018, 5 141 visiteurs ont bénéficié d’une information sur le nucléaire à la centrale de Paluel.
Au cours de l’année, plusieurs journées à thèmes sont organisées, souvent en lien avec les associations locales, avec pour objectif de faire découvrir nos métiers et de sensibiliser aux activités liées à la production d’électricité : fête de la science, journées de l’industrie électrique, journées européennes du patrimoine, etc.[réf. nécessaire]
L’actualité de la centrale nucléaire de Paluel peut être suivie sur le site internet de la centrale ou via le fil twitter @EDF_Paluel
Chaque année, conformément à l’article L125-15 et L125-16 du Code de l’environnement, la centrale de Paluel publie son rapport annuel d’information du public, dans lequel sont développés les principaux résultats dans les domaines de la sûreté, de la radioprotection, de l’environnement, etc.[réf. nécessaire]

### Plan particulier d’intervention
Même si tous les moyens techniques, organisationnels et humains sont mis en œuvre pour prévenir d’un accident nucléaire, des mesures de mise en sécurité de la population sont prévues dans le cadre du Plan particulier d’intervention (PPI).
Au sein du dispositif ORSEC, les plans particuliers d’intervention regroupent des dispositions spécifiques adoptées par les de département pour faire face aux risques technologiques liés à la présence d’un barrage ou d’un site industriel (usines chimiques SEVESO 2, centrales nucléaires…). Lorsqu’un événement est susceptible d’avoir des conséquences à l’extérieur du site, sur la population environnante, le préfet, responsable de la protection de celle-ci, déclenche le Plan particulier d’intervention.
En février 2019, le périmètre du PPI a été étendu à 20 km autour des installations nucléaires. Les mesures d’information, de prévention et de sécurité concernent désormais 104 communes situées autour de la centrale de Paluel, soit environ 68 000 habitants.

## Économie et emplois

### Effectifs
La centrale de Paluel comptabilisait 1 422 salariés EDF et 750 salariés permanents d’entreprises prestataires en 2018. Lors des arrêts pour maintenance, entre 600 et 2 000 salariés d’entreprises prestataires supplémentaires peuvent être amenés à intervenir sur le site.

### Investissements pour la modernisation des installations
En 2018, la centrale nucléaire de Paluel a investi plus de 150 millions d’euros dans l’exploitation et la maintenance, ce qui permet de conserver ses installations dans un état optimum permanent pour un fonctionnement en toute sûreté.

### Apport au territoire
Les entreprises locales sollicitées sont nombreuses, à titre d’exemple, les marchés passés avec les entreprises régionales pour la maintenance représentent 33,3 millions d’euros.
La centrale nucléaire de Paluel a versé 62,2 millions d’euros de taxes, cotisations et impôts locaux, dont 39,1 millions d’euros au bénéfice des collectivités locales et territoriales et 11,1 millions d’euros au bénéfice du département. Elle soutient également chaque année de nombreuses initiatives locales.

## Incidents
La tempête en Manche du 23 juin 2004 a provoqué une arrivée massive d'algues dans les tambours filtrants de la station de pompage du circuit de refroidissement. Tous les réacteurs de la centrale ont alors été arrêtés. L’incident a été classé au niveau 1 (anomalie) de l’échelle internationale des événements nucléaires (INES). Ces algues ont fait perdre 6 % de production à la centrale de Paluel en 2004. Le phénomène de prolifération des algues serait lié, au moins partiellement, aux nitrates d'origine agricole qui se retrouvent entraînés en mer par les eaux de ruissellement.
Entre le 30 et le 31 décembre 2005, en raison de la formation de glace sur les transformateurs électriques, les quatre réacteurs de la centrale nucléaire de Paluel ont été coupés du réseau de transport d'électricité. Les opérations d'ilôtage ont donc été lancées et ont réussi pour les réacteurs no 1, 3 et 4. En revanche, pour le réacteur no 2, une défaillance matérielle au niveau de l'automatisme de contrôle de la vitesse de la turbine a conduit à un arrêt automatique du réacteur. Le réacteur no 2, n'étant alimenté en électricité ni par le réseau de transport ni par son alternateur, les générateurs électrogènes de secours ont démarré afin de maintenir une alimentation électrique de sauvegarde jusqu'au rétablissement de l'alimentation par le réseau de transport.
En septembre 2009, un réacteur de la centrale nucléaire EDF de Paluel a été arrêté après un départ de feu sur une excitatrice d'un alternateur. Le feu a été maîtrisé après l'intervention d'une cinquantaine de pompiers.
Des fuites à répétition auraient été repérées en juin 2011, ainsi que des rejets de gaz radioactif et des contaminations de travailleurs. Le CHSCT s'en est saisi, et a engagé toutes les procédures nécessaires. Le syndicat CGT a accusé la direction de la centrale d'avoir fait pression sur les salariés pour poursuivre la production . L'exploitant EDF a alors annoncé qu'un incident avait eu lieu en avril sur le réacteur Paluel-3 lors d'une opération de changement du combustible, mais qu'il n'y avait eu aucune fuite hors de la centrale. L'incident a été classé de niveau 0 (écart) sur l'échelle INES.
Le 11 avril 2016, EDF déclare à l’ASN un événement significatif relatif à la détection tardive de l’arrêt du système de ventilation de l’enceinte du bâtiment réacteur pendant les opérations de rechargement des assemblages combustibles de la cuve du réacteur No 4,.

### 3evisitedécennale de Paluel-2
La 3e visite décennale (VD3) du réacteur no 2 débute fin mai 2015 et est initialement prévue pour durer jusque début février 2016.
Dans la soirée du 2 juillet 2015, alors que le réacteur no 2 est à l'arrêt pour sa VD3 (visite décennale des 30 ans), un incendie s'est déclaré sur le condenseur dans la salle des machines. 71 pompiers ont mis plus de six heures et 1 200 m3 d'eau (récupérés et analysés avant rejet), pour maîtriser l'incendie confiné à l'intérieur du condenseur. Cet incendie est un feu métal qui a pour origine des travaux de découpe des tubes en titane du condenseur.
Le 31 mars 2016, un accident se produit alors que le troisième générateur de vapeur usé est en train d'être sorti du réacteur no 2 (qui en compte 4), toujours dans le cadre de la VD3. D'un poids de plus de 400 tonnes, il bascule pendant sa manutention et s'abat de toute sa hauteur (27 mètres) sur le plancher du bâtiment réacteur ainsi que sur le platelage de protection de la piscine du bâtiment et occasionne des dégâts matériels. Un employé est légèrement blessé au thorax. L'Autorité de Sûreté Nucléaire est dépêchée immédiatement. Dans un courrier du 7 avril 2016, les inspecteurs de l'ASN interrogent EDF sur la conformité des appareils de levage, notamment celle du palonnier utilisé lors des travaux . Le 3 mai 2016, le directeur de la centrale indique que le réacteur no 2 ne sera pas redémarré avant mars 2017,.
Le 7 novembre 2016, dans le cadre d'une fiabilisation de planning, EDF annonce une indisponibilité du réacteur n°2 jusqu'au 30 novembre 2017
soit un arrêt de 929 jours correspondant à 2 ans, 6 mois et 14 jours. Ce très long arrêt pose au passage un problème administratif inédit : la loi de transition énergétique prévoit désormais que, « si une installation nucléaire de base cesse de fonctionner pendant une durée continue supérieure à deux ans, son arrêt est réputé définitif ». Le gouvernement peut toutefois proroger cette durée de trois ans, par « arrêté motivé pris après avis de l'Autorité de sûreté nucléaire ».
Le réacteur redémarre finalement en juillet 2018.